# Малая Утка
Малая Утка — река в России, протекает по Томской области. Устье реки находится в 16 км по левому берегу реки Утка. Длина реки составляет 115 км, площадь водосборного бассейна 1140 км². Высота устья — 90,9 м над уровнем моря. Высота истока — 153,2 м над уровнем моря.

## Притоки
- 32 км: река без названия лв
- Мелкий пр
- 44 км: Миташкина лв
- 51 км: река без названия лв
- 55 км: Светлый пр
- 75 км: Левая Утка лв
  - 5 км: река без названия лв
- 96 км: Берёзовый пр

## Данные водного реестра
По данным государственного водного реестра России относится к Верхнеобскому бассейновому округу, водохозяйственный участок реки — Кеть, речной подбассейн реки — бассейн притоков (Верхней) Оби от Чулыма до Кети. Речной бассейн реки — (Верхняя) Обь до впадения Иртыша.